# Biała Góra (Pasmo Wolińskie)
Biała Góra – nadmorskie wzniesienie o wysokości 68,0 m n.p.m. w Paśmie Wolińskim, na wyspie Wolin, nad Zatoką Pomorską, na obszarze Wolińskiego Parku Narodowego. Położone na terenie powiatu kamieńskiego, gminy Międzyzdroje, znajduje się nad Morzem Bałtyckim pomiędzy Kawczą a Gosaniem.
Ok. 250 m na południowy wschód od Białej Góry znajduje się nienazwane wyższe wzniesienie o wysokości 87,6 m n.p.m. Ok. 300 m na północny wschód leży osada Biała Góra.

## Wojsko
Na Białej Górze w czasach niemieckich mieściła się szkoła artylerii okrętowej dla oficerów, z rozbudowanymi koszarami i zapleczem, mogąca pomieścić kilka tysięcy żołnierzy. Szkoła kształciła specjalistów artylerii okrętowej różnych typów i kalibrów, rocznie promując kilkuset oficerów.

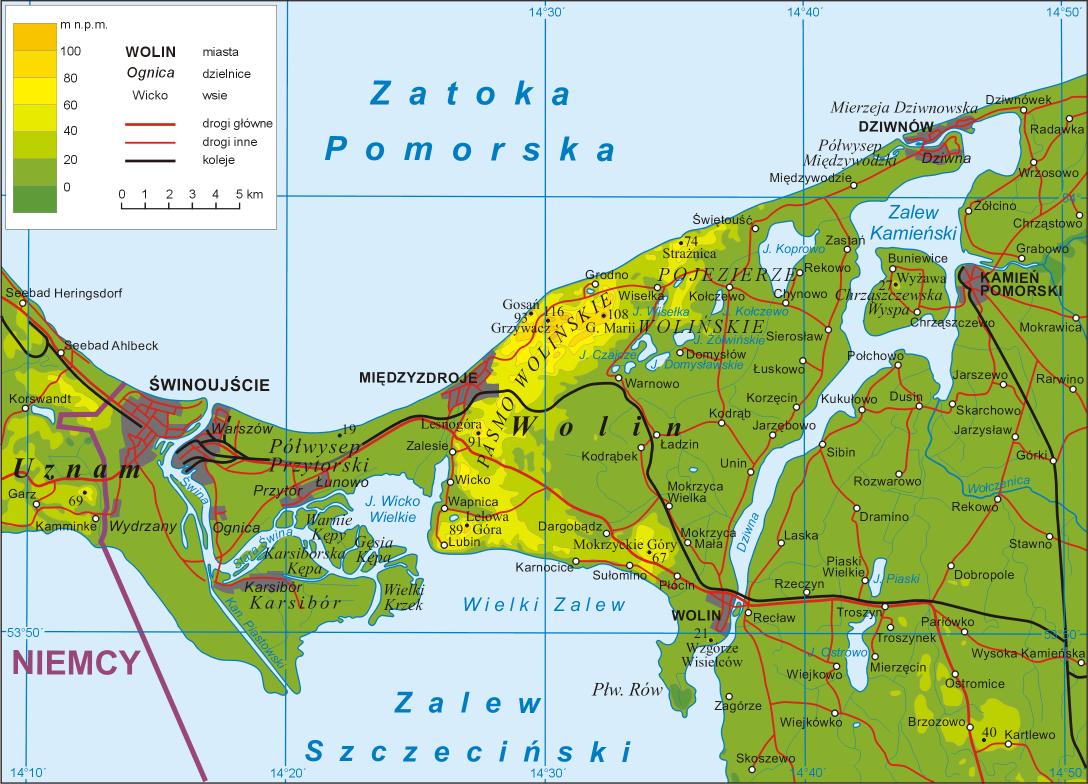
Mapa wyspy Wolin

W 1949 roku wprowadzono urzędowo nazwę Biała Góra, zastępując poprzednią niemiecką nazwę Weißer-Berg.